# Macrobiotus shonaicus
Macrobiotus shonaicus är en art av björndjur i familjen Macrobiotidae. Den är känd (2018) endast från endast en lokal, i närheten av Tsuruoka, Japan. Upptäckten publicerades 2018.

## Utbredning
Koordinaterna för upptäcktslokalen är 38°44′24″N 139°48′26″Ö / 38.74000°N 139.80722°Ö, "Otsuka-machi, Tsuruoka".:2,15

## Fylogeni
Arten har placerats I samma klad som M. paulinae, M. polypiformis, M. scoticus och M. kristenseni.